# Oostburg (Wisconsin)
Oostburg è un villaggio degli Stati Uniti d'America, situato in Wisconsin, nella contea di Sheboygan.